# 산업마케팅(임시)
산업다아라는 (주)산업마케팅(영어: DAARA Group)의 브랜드 이름이다.  초기 산업포털 다아라에서 유래 되었으며, "산업에 모든 것을 다 알고 있다" 라는 큰 의미를 담고 있다. 산업에 관련된 모든 정보를 포괄적으로 제공하기 위해 만들어진 전문 브랜드로, 산업 분야 전반에 걸쳐 다양한 콘텐츠를 운영하는 것을 목표로 하였다.